# Gouvernement de Malaisie
Le Gouvernement de Malaisie fait référence aux autorités du Gouvernement fédéral ou gouvernement national basé dans les territoires fédéraux de Kuala Lumpur et à l'exécutif fédéral basé à Putrajaya. La Malaisie est une fédération de 13 états fonctionnant au sein d'une monarchie constitutionnelle selon le Système de Westminster et est catégorisé comme une démocratie représentative. Le gouvernement fédéral de Malaisie adhère et est créé par la Constitution de la Malaisie, la loi suprême du pays.
Le gouvernement fédéral adopte le principe de séparation des pouvoirs et a trois branches: l'exécutif, le corps législatif et le judiciaire. Les gouvernements d'état en Malaisie ont aussi leurs corps exécutifs et législatifs respectif. Le système judiciaire en Malaisie est un système judiciaire fédéralisé opérant uniformément dans tout le pays.

## Gouvernement fédéral
Le gouvernement fédéral ou central est l'autorité ultime en Malaisie, ayant sa base à Putrajaya. Il est dirigé par le premier ministre de Malaisie qui est aussi connu comme le Chef du gouvernement.

### Corps législatif
Le parlement bicaméral est composé de la chambre basse, la Chambre des Représentants ou Dewan Rakyat (littéralement la "Chambre du Peuple") et de la chambre haute, le Sénat ou Dewan Negara (littéralement la "Chambre des Nations"),. Les 17 membres du Sénat siègent pour un mandat de trois ans (à un maximum de deux mandats); 26 sont élus par les assemblées des 13 états, et 44 sont nommés par le roi en se basant sur les conseils du premier ministre. Les 222 membres du Dewan Rakyat sont élus de circonscriptions uninominales au suffrage universel. Le parlement suit un système multi-partis et l'organe dirigeant est élu par le système du first-past-the-post. Le parlement a un mandat maximum de 5 ans par la loi. Le Roi peut dissoudre le parlement à tout moment et le fait généralement sur les conseils du premier ministre.

### Exécutif
Le pouvoir exécutif est acquis par le Cabinet dirigé par le premier ministre ; la constitution malaisienne stipule que le premier ministre doit être un membre de la chambre basse du parlement qui, de l'avis du Yang di-Pertuan Agong (YDPA), commande une majorité au parlement. Le Cabinet est choisi parmi les membres des deux chambres du parlement et est responsable de ce corps.
La branche exécutive du gouvernement est composée du premier ministre en tant que chef du gouvernement, suivi par les ministres divers du Cabinet.

### Judiciaire
La plus haute cour du système judiciaire est la Cour fédérale, suivie par la Cour d'appel, et deux hautes cours, une pour la Malaisie péninsulaire, et une pour la Malaisie orientale. Les cours inférieures à dans chacune de ces juridictions incluent les tribunaux de séance, les tribunaux des magistrats et les tribunaux pour les enfants. La Malaisie a aussi un tribunal spécial pour entendre les affaires apportées par ou contre toute la monarchie.

## Chef du gouvernement
Le premier ministre de Malaisie (Malais: Perdana Menteri Malaysia) est indirectement élu chef du gouvernement (exécutif) de Malaisie. Il est officiellement nommé par le Yang di-Pertuan Agong, le chef d'état, qui dans le jugement de Sa Majesté est susceptible de bénéficier de la confiance de la majorité des membres de cette Chambre  des Représentants (Dewan Rakyat), le chambre basse élue du Parlement. Il dirige le Cabinet, dont les membres sont nommés par le Yang di-Pertuan Agong sous les conseils du premier ministre . Le premier ministra et son Cabinet sont collectivement responsables devant le Parlement. Le département du premier ministre (parfois appelé le bureau du premier ministre) est le corps et le ministère dans lequel le premier ministre exerce ses fonctions et pouvoirs.

## Gouvernements des états
Chaque gouvernement d'état en Malaisie est créé par les constitutions des états respectifs. Chaque état a une chambre législative monocamérale d'état (Malais: Dewan Undangan Negeri) dont les membres sont élus dans les circonscriptions uninominales. Les gouvernements des états sont dirigés par des ministres en chef (Menteri Besar dans les états Malais ou Ketua Menteri dans les états sans dirigeant héréditaire), qui sont des membres de l'assemblée nationale du parti majoritaire dans le Dewan Undangan Negeri. Ils conseillent leur sultan ou gouverneur respectif. Dans chacun des états avec un dirigeant héréditaire, le ministre en chef doit être un malaisien, nommé par le Sultan avec les recommandations du premier ministre.

## Gouvernements locaux
Le gouvernement local ou l'autorité locale (Malais: kerajaan tempatan ou pihak berkuasa tempatan (PBT)) est le niveau le plus bas dans le système de gouvernement en Malaisie—après le fédéral et l'état. Il a le pouvoir de percevoir les impôts (sous la forme d'une taxe d'évaluation), de créer des lois et des règles (sous la forme de règlements) et d'accorder des licences et des permis pour tout commerce dans son domaine de compétence, en plus de fournir des équipements de base, la collecte et la gestion des déchets et des ordures ainsi que la planification et le développement de la zone relevant de sa juridiction. Les autorités locales en Malaisie sont généralement du ressort des gouvernements des états et dirigés par un fonctionnaire avec le titre de Yang Di-Pertua (Président). Les zones des gouvernements locaux et les frontières sont souvent compatibles avec les frontières de district mais il y a quelques endroits où les frontières ne sont pas compatibles et peuvent se chevaucher avec les districts voisins en particulier dans les zones urbanisées.
Contrairement aux gouvernements fédéraux et des états, les gouvernements locaux en Malaisie ne sont pas élus mais nommés par le gouvernement de l'état après les élections du conseil local qui furent suspendues par le gouvernement fédéral en 1965.

## Corps militaire, corps de police et autres organismes gouvernementaux
Les Forces armées malaisiennes sont le corps militaire de Malaisie et la Police royale Malaisienne est chargée de l'application de la loi.

## Système légal
La loi de Malaisie repose principalement sur le système juridique common law. C'est une conséquence directe de la colonisation de Malaisie, du Sarawak, et du Nord Borneo par les Britanniques entre le début 19e et les années 1960. La loi suprême du pays—la Constitution de Malaisie—défini le cadre juridique et les droits des citoyens Malaisiens. Les lois fédérales édictées par le Parlement de Malaisie s'appliquent partout  dans le pays. Il y a aussi des lois d'états édictées par les Assemblées législatives de l'état qui s'applique dans cet état. La constitution de Malaisie prévoit aussi un système unique de justice double—les lois séculaires (criminelles et civiles) et les lois de la charia.
Les articles 73 à 79 de la Constitution fédérale précise les sujets dans lesquels le gouvernement fédéral et d'état peut légiférer. Le Parlement a le pouvoir exclusif de faire des lois relevant de la liste fédérale (tel que la citoyenneté, la défense, la sécurité interne, les lois civiles et criminelles, les finances, le commerce et l'industrie, l'éducation, le travail, et le tourisme) tandis que chaque état, à travers son Assemblée législative, a un pouvoir législatif sur les questions relevant de la liste d'État (tel que les gouvernements national et locaux, les lois et tribunaux de la Charia, les fêtes nationales et les travaux publics d'état). Le Parlement et les corps législatifs des états partagent le pouvoir de faire des lois relevant de la liste coïncidente (tel que l'approvisionnement en eau et le logement) mais l'Article 75 stipule qu'en cas de divergence, la loi Fédérale prévaut sur la loi des états.

## Élections
Les élections en Malaisie existent à deux niveaux: niveau national et niveau d'état. Les élections au niveau national sont celles pour l'adhésion au Dewan Rakyat, la chambre basse du Parlement, tandis que les élections au niveau de l'état sont celles pour l'adhésion aux nombreuses Assemblées législatives des états. Le chef de la branche exécutive, le premier ministre, est élu indirectement.